# Compresor (máquina)

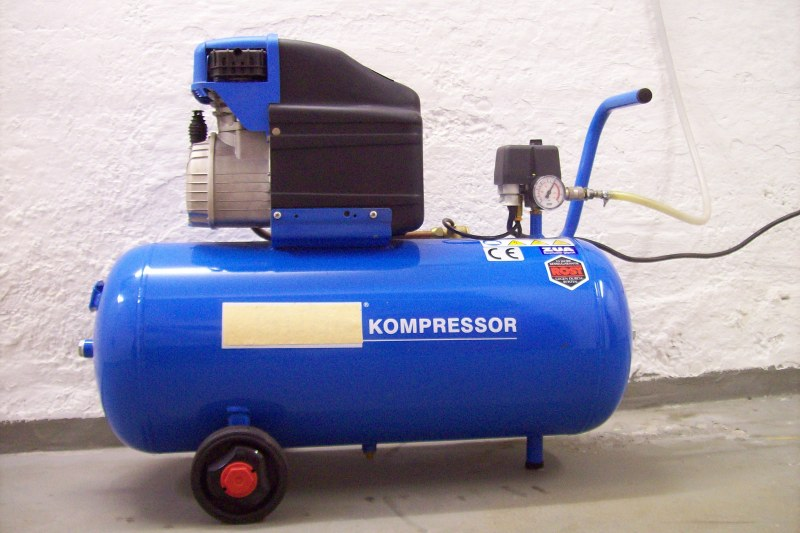
Compresor de aire.

Un compresor es una máquina térmica diseñada para aumentar la presión de cierto tipo de fluidos llamados compresibles, tales como gases y vapores. La compresión se realiza mediante un intercambio de energía entre la máquina y el fluido, en el cual el trabajo realizado por el compresor es transferido al fluido aumentando su presión y energía cinética impulsándole a fluir.
Al igual que las bombas, los compresores también desplazan fluidos, pero a diferencia de las primeras que son máquinas hidráulicas, estos son máquinas térmicas, ya que utiliza un fluido compresible, sufre un cambio apreciable de densidad y, generalmente, también de temperatura; a diferencia de los ventiladores y los sopladores, los cuales impulsan fluidos, pero no aumentan su presión, densidad o temperatura de manera considerable.

## Historia
En la antigüedad los herreros solían soplar para intensificar el fuego y facilitar la forja del hierro. Los fuelles inhalaban aire en su expansión, que luego se exhalaba mediante una pequeña apertura al final, logrando la cantidad de oxígeno insuflado en un sector específico. Con el tiempo mejoró la forma de realizar el soplado, y los griegos y romanos utilizaban fuelles para la forja de hierro y se sabe de diversos mecanismos hidráulicos y de fuelle para accionar órganos musicales.
Durante el siglo XVII, el ingeniero físico alemán Otto von Guericke experimentó y mejoró los compresores atmosféricos. En 1650, Guericke inventó la primera bomba de oxígeno, la cual podía producir un vacío parcial y von Guericke usó esto para estudiar el fenómeno del vacío y el papel del oxígeno en la combustión y la respiración.
En 1829 fue patentada la primera fase o componente del compresor atmosférico. Dicho componente comprimía oxígeno mediante la acción de cilindros sucesivos. Para 1872 la eficiencia del compresor fue mejorada mediante el enfriamiento de los cilindros por agua, que causó a su vez la invención de cilindros de agua.
Uno de los primeros usos modernos de los compresores atmosféricos fue para proveer aire respirable a los buzos de mares profundos. Hacia 1943 los buzos comenzaron a emplear compresores atmosféricos. Por su parte los mineros utilizaron motores de vapor para producir suficiente presión para operar sus taladros, incluso cuando dicho dispositivos probaban ser extremadamente peligrosos.
Con la invención del motor de combustión interna, se creó un diseño totalmente nuevo de compresores atmosféricos. En 1960 los lava-autos de autoservicios, alta-presión y «hazlo tú mismo» se hicieron populares gracias a los compresores atmosféricos.
Los compresores atmosféricos se pueden conseguir en su presentación eléctrica o de gasolina, siendo más accesibles para consumidores hogareños. En un compresor atmosférico un émbolo bombea aire y lo comprime dentro de un tanque a cierta presión, donde se mantiene hasta que es requerido, por ejemplo, para inflar cubiertas de vehículos o accionar herramientas neumáticas. En este sentido el aire comprimido es una fuente de energía sumamente importante y hoy en día su eficiencia, su bajo nivel de contaminación y su accesibilidad lo hacen popular.

## Tipos de compresores

Funcionamiento de un compresor axial.

Los compresores se clasifican según el método de intercambio de energía. Hay diferentes tipos de compresores atmosféricos, pero todos realizan el mismo trabajo: toman aire de la atmósfera, lo comprimen para realizar un trabajo y lo regresan para ser reutilizado.
- El compresor de desplazamiento positivo: sus dimensiones son fijas. Por cada movimiento del eje de un extremo al otro se produce la misma reducción en volumen y el correspondiente aumento de presión (y temperatura). Normalmente son utilizados para altas presiones o volúmenes pequeños de aire a comprimir. Por ejemplo el inflador de la bicicleta. También existen compresores dinámicos. El más simple es un ventilador que usamos para aumentar la velocidad del aire a nuestro entorno y refrescarnos. Se utiliza cuando se requiere mucho volumen de aire a baja presión.[1]
- El compresor de émbolo: es un compresor atmosférico simple. Un vástago impulsado por un motor. (eléctrico, diésel, neumático) es impulsado para levantar y bajar el émbolo dentro de una cámara o cilindro. En cada movimiento hacia abajo del émbolo, el aire es introducido a la cámara pasando por una válvula de admisión. En cada movimiento hacia arriba del émbolo, la válvula de admisión se cierra, se comprime el aire y otra válvula es abierta para evacuar las moléculas de aire comprimidas. El aire comprimido se conduce por una tubería a un depósito de reserva. Este depósito permite el transporte del aire comprimido mediante distintas mangueras. La mayoría de los compresores atmosféricos de uso doméstico son de este tipo.

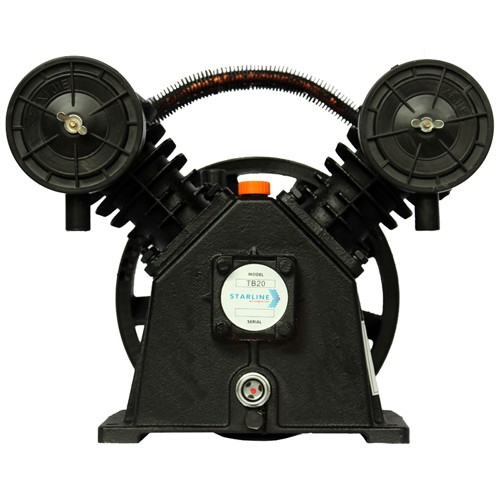
Cabezal para compresor de pistón

- El compresor de pistón:[2] es en esencia una máquina con un mecanismo pistón-biela-cigüeñal. Todos los compresores se accionan por alguna fuente de movimiento externa. Lo común es que estas fuentes de movimiento sean motores, tanto de combustión como eléctricos. En la industria se mueven compresores accionados por máquinas de vapor o turbinas. En este caso, cuando el cigüeñal gira, el pistón desciende y crea vacío en la cámara superior, este vacío actúa sobre la válvula de admisión (izquierda), se vence la fuerza ejercida por un resorte que la mantiene apretada a su asiento, y se abre el paso del aire desde el exterior para llenar el cilindro. El propio vacío, mantiene cerrada la válvula de salida (derecha).[3]

Durante la carrera de descenso, todo el cilindro se llena de aire a una presión cercana a la presión exterior. Luego, cuando el pistón comienza a subir, la válvula de admisión se cierra, la presión interior comienza a subir y esta vence la fuerza del muelle de recuperación de la válvula de escape o salida, con lo que el aire es obligado a salir del cilindro a una presión algo superior a la que existe en el conducto de salida.
Excepto en casos especiales, en el cuerpo del compresor hay aceite para lubricar las partes en rozamiento, así como aumentar el sellaje de los anillos del pistón con el cilindro. Este aceite no existe en los compresores de tipo médico, usado en la respiración asistida, debido a que siempre el aire de salida contiene cierta cantidad de él o sus vapores.
Los compresores de doble etapa, trabajan con el mismo sistema simple de pistón-biela-cigüeñal, con la diferencia que aquí trabajan dos pistones, uno de alta y otro de baja presión. Cuando el pistón de alta presión (derecha) expulsa el aire, lo manda a otro cilindro de menor volumen. Al volver a recomprimir el aire, alcanzamos presiones más elevadas.
- El compresor de tornillo (caracol): Aún más simple que el compresor de émbolo, el compresor de tornillo también es impulsado por motores (eléctricos, diésel, neumáticos, etc.). La diferencia principal radica que el compresor de tornillo utiliza dos tornillos largos para comprimir el aire dentro de una cámara larga. Para evitar el daño de los mismos tornillos, aceite es insertado para mantener todo el sistema lubricado. El aceite es mezclado con el aire en la entrada de la cámara y es transportado al espacio entre los dos tornillos rotatorios. Al salir de la cámara, el aire y el aceite pasan a través de un largo separador de aceite donde el aire ya pasa listo a través de un pequeño orificio filtrador. El aceite es enfriado y reutilizado mientras que el aire va al tanque de reserva para ser utilizado en su trabajo.
- Sistema pendular Taurozzi: consiste en un pistón que se balancea sobre un eje generando un movimiento pendular exento de rozamientos con las paredes internas del cilindro, que permite trabajar sin lubricante y alcanzar temperaturas de mezcla mucho mayores.
- Alternativos o reciprocantes: utilizan pistones (sistema bloque-cilindro-émbolo como los motores de combustión interna). Abren y cierran válvulas que con el movimiento del pistón aspira/comprime el gas. Es el compresor más utilizado en potencias pequeñas. Pueden ser del tipo herméticos, semiherméticos o abiertos. Los de uso doméstico son herméticos, y no pueden ser intervenidos para repararlos. Los de mayor capacidad son semiherméticos o abiertos, que se pueden desarmar y reparar.
- De espiral (orbital, scroll).
- Rotativo de paletas: en los compresores de paletas la compresión se produce por la disminución del volumen resultante entre la carcasa y el elemento rotativo cuyo eje no coincide con el eje de la carcasa (ambos ejes son excéntricos). En estos compresores, el rotor es un cilindro hueco con estrías radiales en las que las palas (1 o varias) comprimen y ajustan sus extremos libres al interior del cuerpo del compresor, comprimiendo así el volumen atrapado y aumentando la presión total.
- Rotativo-helicoidal (tornillo, screw): la compresión del gas se hace de manera continua, haciéndolo pasar a través de dos tornillos giratorios. Son de mayor rendimiento y con una regulación de potencia sencilla, pero su mayor complejidad mecánica y costo hace que se emplee principalmente en elevadas potencias, solamente.
- Rotodinámicos o turbomáquinas: utilizan un rodete con palas o álabes para impulsar y comprimir al fluido de trabajo. A su vez estos se clasifican en axiales y centrífugos.

## Análisis de la compresión de un gas
Si un cilindro tiene un volumen {\displaystyle V} de un gas ideal y está «tapado» por un pistón que es capaz de deslizarse verticalmente sin fricción. En un principio este sistema se encuentra en equilibrio con el exterior, es decir, la presión que ejerce el gas sobre las paredes del cilindro y sobre el pistón (que es la misma en todas las direcciones) {\displaystyle p_{int}} es igual a la presión que ejerce el peso del pistón sobre el gas {\displaystyle p_{ext}}, y ninguna otra fuerza obra sobre el sistema.
Si se aumenta la presión externa a {\displaystyle {p'}_{ext}} y como la presión que ejerce el gas sobre el pistón es {\displaystyle p_{int}<{p'}_{ext}} el equilibrio se romperá y el cilindro deslizará hacia abajo ejerciendo un trabajo {\displaystyle W=fuerza*desplazamiento={p'}_{int}\Delta V}. Esta energía, por el primer principio de la termodinámica, se convierte instantáneamente en un incremento de energía interna del gas en el recipiente, y es así como el gas absorbe el trabajo del desplazamiento pistón.

### Compresión Isotérmica Reversible para gases ideales
Esta forma de compresión es una secuencia de infinitas etapas, o estados, de equilibrio que se conoce como movimiento cuasi-estático, en los que siempre se cumple que la presión que ejerce el gas sobre las paredes del recipiente es igual a la presión que ejerce el pistón sobre el gas {\displaystyle p_{ext}=p_{int}=nRT/V}.

## Uso
Los compresores son muy utilizados en la actualidad en diversos campos de la ingeniería y hacen posible nuestro modo de vida. Los compresores forman parte de:
- Los sistemas de refrigeración y están en cada refrigerador doméstico.
- Algunos sistemas de generación de energía eléctrica, tal como lo es el Ciclo Brayton.
- Muchos motores de avión, como lo son los turborreactores, y hacen posible su funcionamiento.
- La red de alimentación de sistemas neumáticos y herramientas neumáticas.
- La sobrealimentación de motores de combustión interna. Desde principios del siglo XX hubo aplicaciones funcionando, pero hasta 1920 Mercedes-Benz no fabricó en serie el primer automóvil sobrealimentado. En aviación, durante la Segunda Guerra Mundial, la sobrealimentación permitió que las aeronaves de combate y transporte alcanzaran potencias y alturas de vuelo impensables hasta entonces.